# Eine Hand wäscht die Andere (Album)
Eine Hand wäscht die Andere ist ein Kompilationsalbum des Berliner Rappers Sido. Es erschien am 20. April 2007 über das Label Aggro Berlin. Das Album enthält eine Zusammenstellung von Kollaborationen mit befreundeten Hip-Hop-Musikern, die Sido in den vergangenen Jahren mit aufgenommen hatte.

## Inhalt
Die auf dem Album enthaltenen Lieder erschienen größtenteils erstmals in den Jahren 2005 bis 2007. Lediglich der Song Samba wurde schon 2002 veröffentlicht. Die meisten Tracks waren zuvor auf Studioalben befreundeter Künstler enthalten, einige sind aber auch B-Seiten-Remixe von Singles von Sido, wie Ein Teil von mir (Remix) und Mama ist stolz (Punkrock-Version) oder erschienen zuvor auf einem Studioalbum von Sido, wie Rodeo und A.I.D.S. 2007 (auf Ich).

## Kollaborationspartner
Sido arbeitete am meisten mit anderen deutschen Rapkünstlern zusammen, vorrangig mit Musikern seines Labels Aggro Berlin, wie Fler und B-Tight, die zwei bzw. drei Mal auf dem Album vertreten sind. Weitere deutsche Rapper auf dem Tonträger sind Peter Fox, Olli Banjo, Bass Sultan Hengzt, Shizoe, Joe Rilla und Harris. Mit der deutschen Rapperin Kitty Kat und der US-amerikanischen Rapperin Khia sind auch zwei weibliche Künstlerinnen mit je einem Beitrag vertreten. Außerdem haben der russische Rapper Seryoga, der Schweizer Rapper Gimma und der polnische Rapper Don Guralesko je einen Gastauftritt. Zudem sind die DJs Tomkraft und Tai Jason, die ausländischen Künstler George Clinton, Belita Woods, Peter Gunz, Cori Gunz, Lord Tariq und Rain, sowie die deutsche Punkrock-Gruppe Brainless Wankers und die deutsche Sängerin Celina auf je einem Lied zu hören.

## Titelliste
| #  | Titel                             | Kollaborationspartner                      | Laufzeit | Ursprünglich erschienen auf          |
| -- | --------------------------------- | ------------------------------------------ | -------- | ------------------------------------ |
| 1  | Verrückt wie krass                | Fler                                       | 4:10     | Trendsetter (2006)                   |
| 2  | Sureshot                          | Tomcraft und Tai Jason                     | 3:09     | HyperSexyConscious (2006)            |
| 3  | Rodeo                             | Peter Fox                                  | 3:16     | Ich (2006)                           |
| 4  | Geblendet vom Licht               | Shizoe                                     | 4:43     | Blinded by the Lights (Single, 2005) |
| 5  | Ein Teil von mir (Remix)          | B-Tight und Seryoga                        | 3:47     | Ein Teil von mir (Single, 2007)      |
| 6  | Das Eine                          | Kitty Kat                                  | 3:11     | Juice-CD #63 (2006)                  |
| 7  | Königsklasse                      | Olli Banjo                                 | 4:36     | Sparring 2 (2006)                    |
| 8  | So bin ich                        | Bass Sultan Hengzt                         | 3:08     | Berliner Schnauze (2006)             |
| 9  | Ostwest                           | Joe Rilla                                  | 4:51     | Aus der Platte auf die Platte (2005) |
| 10 | A.I.D.S. 2007                     | B-Tight                                    | 2:20     | Ich (2006)                           |
| 11 | Ruff Sex Part 1                   | Harris, George Clinton und Belita Woods    | 7:25     | Nichts war umsonst (2006)            |
| 12 | Te Typy                           | Don Guralesko                              | 3:08     | Drewnianej Małpy Rock (2005)         |
| 13 | Badesong                          | Khia                                       | 4:36     | Numma Eyns (2005)                    |
| 14 | Drogasexgwaltrap Part 2           | Gimma                                      | 4:04     | I gega d’Schwiiz (2006)              |
| 15 | Fat Gold Chain                    | Peter Gunz, Cori Gunz, Lord Tariq und Rain | 4:21     |                                      |
| 16 | Mama ist stolz (Punkrock-Version) | Brainless Wankers und Shizoe               | 3:16     | Mama ist stolz (Single, 2005)        |
| 17 | Wenn es einen Gott gibt           | Celina                                     | 4:27     | Das Original (2007)                  |
| 18 | So so                             | Shizoe                                     | 2:56     | Xklusiv Mixtape Teil 1 (2006)        |
| 19 | Samba                             | B-Tight                                    | 4:38     | Der Neger (In mir) (2002)            |
| 20 | Abtörn Girl                       | Fler und Harris                            | 3:54     | Neue Deutsche Welle (2005)           |

## Chartplatzierungen
| Professionelle Bewertungen | Professionelle Bewertungen |
| -------------------------- | -------------------------- |
| Kritiken                   |                            |
| Quelle                     | Bewertung                  |
| laut.de                    | [ 2 ]                      |

Eine Hand wäscht die Andere erreichte Platz 21 in den deutschen Albumcharts und konnte sich vier Wochen in den Top 100 halten.

## Trivia
Der Albumtitel entspricht nicht den Regeln der deutschen Rechtschreibung; spätestens seit der Reform im Jahre 1901 wird das nichtsubstantivierte Attribut „andere“ klein geschrieben.